# 圓滿次第
圓滿次第（藏語：རྫོགས་རིམ，威利转写：rdzogs rim，THL：dzok-rim），音譯為奢婆那札瑪，藏傳佛教術語，為無上瑜伽部的高階禪定修持法門。

## 四層灌頂
無上瑜伽部在受初灌（寶瓶灌頂）時，開始修持觀修本尊，這稱為生起次第。進入第二灌頂、第三灌頂以至於第四灌頂時，則開始修行氣（Prana）、脈（Nadi）、明點（Bindu），此稱為圓滿次第。雙身法是圓滿次第的一部份。

## 禪修方式
圓滿次第的禪修對象，是不壞風、中脈、不壞明點與心，其方式在於經由禪定的力量，迫使不壞風進入中脈，安住於中脈，消融不壞明點，最終得到內在的證悟。